# 警務科
警務科（けいむか、英: Military Police）は、陸上自衛隊の職種の一つである。

## 概要
警護、道路の交通統制、自衛隊員の規律違反の防止、犯罪捜査等部内秩序の維持等を任務とする。第302保安警務中隊等では、儀仗もその任に含まれている。諸外国の憲兵に相当する。職種標識の色は藍であり、隊旗の色はねずみ色。

## 警務科部隊
- 警務隊（市ヶ谷駐屯地）
  - 警務隊本部
    - 総務科
    - 企画訓練科
    - 捜査科
    - 保安科
- 中央警務隊（市ヶ谷駐屯地）：市ヶ谷地区および中央指揮所の警備を担当
- 北部方面警務隊（札幌駐屯地）
  - 第119地区警務隊「119警」旧・第106地区警務隊：第2師団管内を担当
    - 第119地区警務隊本部（旭川駐屯地）
      - 総務科
      - 企画訓練科
      - 捜査科

    - 駐屯地警務隊
      - 名寄派遣隊（名寄駐屯地）
      - 留萌派遣隊（留萌駐屯地）
      - 遠軽派遣隊（遠軽駐屯地）
      - 上富良野派遣隊（上富良野駐屯地）

    - 直接支援保安警務隊（旭川駐屯地）

  - 第120地区警務隊「120警」旧・第101地区警務隊：第11旅団管内を担当
    - 第120地区警務隊本部（真駒内駐屯地）
      - 総務科
      - 企画訓練科
      - 捜査科

    - 駐屯地警務隊
      - 岩見沢連絡班（岩見沢駐屯地）
      - 丘珠連絡班（丘珠駐屯地）
      - 滝川派遣隊（滝川駐屯地）
      - 美唄連絡班（美唄駐屯地）
      - 倶知安派遣隊（倶知安駐屯地）
      - 函館派遣隊（函館駐屯地）

    - 直接支援保安警務隊（真駒内駐屯地）

  - 第121地区警務隊「121警」旧・第107地区警務隊：第5旅団管内を担当
    - 第121地区警務隊本部（帯広駐屯地）
      - 総務科
      - 企画訓練科
      - 捜査科

    - 駐屯地警務隊
      - 美幌派遣隊（美幌駐屯地）
      - 別海連絡班（別海駐屯地）
      - 釧路派遣隊（釧路駐屯地）
      - 鹿追連絡班（鹿追駐屯地）

    - 直接支援保安警務隊（帯広駐屯地）

  - 第122地区警務隊「122警」旧・第108地区警務隊：第7師団管内を担当
    - 第122地区警務隊本部（東千歳駐屯地）
      - 総務科
      - 企画訓練科
      - 捜査科

    - 駐屯地警務隊
      - 北千歳連絡班（北千歳駐屯地）
      - 北恵庭派遣隊（北恵庭駐屯地）
      - 南恵庭連絡班（南恵庭駐屯地）
      - 島松連絡班（島松駐屯地）
      - 安平連絡班（安平駐屯地）
      - 白老連絡班（白老駐屯地）
      - 幌別派遣隊（幌別駐屯地）
      - 静内連絡班（静内駐屯地）

    - 直接支援保安警務隊（東千歳駐屯地）

  - 第301保安警務中隊（札幌駐屯地）旧・第301保安中隊
- 東北方面警務隊（仙台駐屯地）
  - 第123地区警務隊「123警」旧・第109地区警務隊
    - 第123地区警務隊本部（青森駐屯地）
      - 総務科
      - 企画訓練科
      - 捜査科

    - 駐屯地警務隊
      - 弘前連絡班（弘前駐屯地）
      - 八戸派遣隊（八戸駐屯地）
      - 岩手派遣隊（岩手駐屯地）
      - 秋田派遣隊（秋田駐屯地）

    - 直接支援保安警務隊（青森駐屯地）

  - 第124地区警務隊「124警」旧・第110地区警務隊
    - 第124地区警務隊本部（神町駐屯地）
      - 総務科
      - 企画訓練科
      - 捜査科

    - 駐屯地警務隊
      - 霞目連絡班（霞目駐屯地）
      - 多賀城派遣隊（多賀城駐屯地）
      - 大和連絡班（大和駐屯地）
      - 船岡連絡班（船岡駐屯地）
      - 福島派遣隊（福島駐屯地）
      - 郡山連絡班（郡山駐屯地）

    - 直接支援保安警務隊（神町駐屯地）

  - 第305保安警務中隊（仙台駐屯地）旧・第305保安中隊
- 東部方面警務隊（朝霞駐屯地）
  - 第125地区警務隊（相馬原駐屯地）旧・第111地区警務隊
  - 第126地区警務隊（練馬駐屯地）旧・第102地区警務隊
  - 第127地区警務隊（習志野駐屯地）旧・第112地区警務隊
  - 第128地区警務隊（富士駐屯地）旧・第104地区警務隊
  - 第129地区警務隊（久里浜駐屯地）旧・第113地区警務隊
  - 第302保安警務中隊（市ヶ谷駐屯地）旧・第302保安中隊：特別儀仗隊
- 中部方面警務隊（伊丹駐屯地）
  - 第130地区警務隊（守山駐屯地）旧・第114地区警務隊
  - 第131地区警務隊（千僧駐屯地）旧・第115地区警務隊
  - 第132地区警務隊（海田市駐屯地）旧・第116地区警務隊
  - 第133地区警務隊（善通寺駐屯地）旧・第118地区警務隊
  - 第304保安警務中隊（伊丹駐屯地）旧・第304保安中隊
- 西部方面警務隊（健軍駐屯地）
  - 第134地区警務隊（福岡駐屯地）旧・第103地区警務隊
  - 第135地区警務隊（北熊本駐屯地）旧・第117地区警務隊
  - 第136地区警務隊（那覇駐屯地）旧・第105地区警務隊
  - 第303保安警務中隊（健軍駐屯地）旧・第303保安中隊

- 陸上自衛隊小平学校（警務科部）：職種学校

警務隊は防衛大臣直轄部隊で、司法警察職務および保安職務を任務とする。かつて存在した保安中隊は方面総監直轄部隊であったが、2007年（平成19年）度末の部隊改編により、各方面警務隊隷下の「保安警務中隊」に編成替えとなり、従来の保安職務に司法警察職務が付与された。警務隊の隊員のうち、3等陸曹以上は特別司法警察職員でもあり、警務官とも呼称される。
このほか各師団・旅団司令部付隊には「保安警務隊」が編成されていたが、2007年（平成19年）度部隊改編により同駐屯地の地区警務隊本部の隷下として編成替えとなり、こちらにも司法警察職務が付与された。（名称は「直接支援保安警務隊」）